# Trinomys moojeni
Trinomys moojeni is een zoogdier uit de familie van de stekelratten (Echimyidae). De wetenschappelijke naam van de soort werd voor het eerst geldig gepubliceerd door Pessôa, Oliveira & Reis in 1992.

## Voorkomen
De soort komt voor in Brazilië.